# Gmogala scarabaeus
Gmogala scarabaeus là một loài nhện trong họ Theridiidae. Chúng thuộc chi đơn loài Gmogala và được Eugen von Keyserling miêu tả năm 1890.